# Niederstriegis
Niederstriegis est une ancienne commune de Saxe (Allemagne), située dans l'arrondissement de Saxe centrale. Depuis le 1er janvier 2013, elle est rattachée à la ville de Roßwein.